# Bibliothèque de la Paix
La bibliothèque de la Paix, aussi intitulée en latin Bibliotheca Pacis, aurait été fondée en l’an 75 après J-C par l’empereur flavien Vespasien. Elle aurait été située sur le site du forum de la paix à l’intérieur du Temple de la paix. Celui-ci a été édifié entre 71 et 75 après J-C afin de commémorer la victoire de l’empereur romain sur les Juifs de Judée, ainsi que la guerre civile survenue à la suite de la mort de l’empereur Néron en l’an 68 après J-C.
Cette bibliothèque abritait différentes collections ayant pour sujet la philosophie, l’histoire et la médecine. Elle regorgeait également de divers trésors littéraires rapportés par Vespasien de Jérusalem, ainsi que des travaux célèbres d'artistes grecs.

## Histoire
En l’an 71, l’empereur Vespasien ordonna la construction du Temple de la paix afin d’affirmer son triomphe face aux Juifs de Judée. Inauguré en l’an 75, le Temple de la paix constituait un espace culturel et public de forme rectangulaire. À l’intérieur, ce complexe multifonction comportait notamment la Bibliotheca Pacis, mais son emplacement spécifique fait, à ce jour, l’objet de débat auprès des chercheurs. Par exemple, Palombi considère que cette bibliothèque se trouvait dans le hall derrière le mur du Forma Urbis, tandis que Tucci émet l’hypothèse que celle-ci était située dans le hall central orienté vers le Via Sacra. De plus, les recherches actuelles ne permettent pas de valider la présence de la Bibliothèque durant la phase de création du complexe par Vespasien : les premières preuves certaines de sa création remontent au milieu du second siècle après J-C. Ainsi, sa localisation et le moment de sa création exacts demeurent incertains.

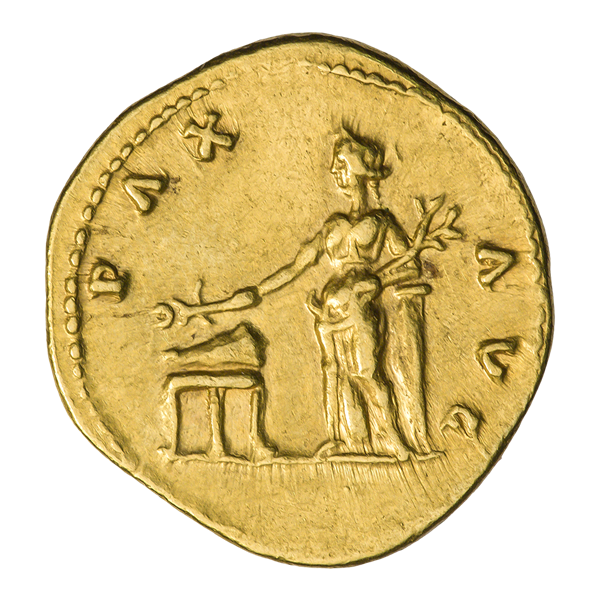
PAX AVG(VSTA). Image de la Paix sur une monnaie d'or de Vespasien frappée en 73.

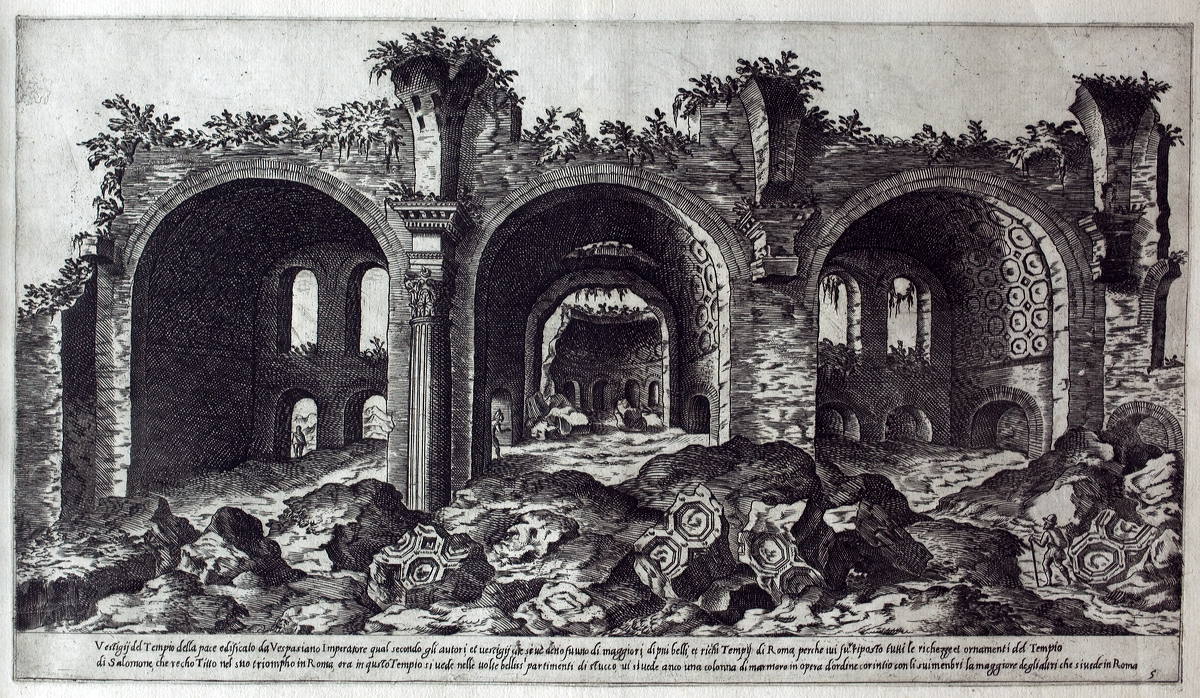
Ruines du temple de la Paix, gravure d'Étienne Dupérac, 1575.

Le Temple de la paix et sa bibliothèque constituaient l’une des figures architecturales emblématiques de l’idéologie de Pax. Cette idéologie fait référence à la déesse romaine du même nom qui incarnait la personnalisation du concept de la paix dans la Rome antique. Elle fut l’inspiration à la base de la construction des monuments sous le règne de Vespasien.  En opposition à son prédécesseur Néron, Vespasien a construit cet espace public pour offrir à sa population des œuvres d’art et littéraires auparavant séquestrées par le régime néronien. La Bibliotheca Pacis et ses lieux adjacents matérialisaient le désir de Vespasien de construire un espace ludique signifiant la stabilité et la paix sous son autorité. L’intégration d’une bibliothèque dans un espace multifonctionnel constituait une innovation ayant joué un rôle clé dans le développement des futures bibliothèques de Rome et de la Méditerranée orientale comme la Bibliotheca Ulpia et celle d’Hadrien.
La bibliothèque de la Paix a connu bon nombre de changements dans son architecture et son usage. En l’an 192 après J-C, l'incendie de Commode ravagea la bibliothèque et son temple. Elle fut ensuite restaurée sous Septime Sévère vers l’an 203 après J-C. Vers l’an 309, l’empereur Maxence ordonna la construction d’un vestibule circulaire mesurant seize mètres de diamètre à l’avant de la Bibliothèque de la Paix. C'est probablement lui qui donna à l'ensemble le nom de temple de Romulus en l’honneur de son fils décédé à l’âge de cinq ans. Entre 526 et 530, le pape Félix IV transforma la Bibliotheca Pacis en une basilique chrétienne dédiée aux jumeaux martyrs Côme et Damien, financée par les dons du roi Théodoric le Grand et de sa fille Amalasonte. Cette conversion chrétienne de la Bibliotheca Pacis mit un terme à cette institution littéraire.